# Budîliv, Kozova
Budîliv (în ucraineană Будилів) este localitatea de reședință a comunei Budîliv din raionul Kozova, regiunea Ternopil, Ucraina.

## Demografie
Componența lingvistică a localității Budîliv
     Ucraineană (99,49%)
     Alte limbi (0,51%)
Conform recensământului din 2001, majoritatea populației localității Budîliv era vorbitoare de ucraineană (99,49%), existând în minoritate și vorbitori de alte limbi.